# Paulo Bitencourt
Paulo Bitencourt, nome d'arte di Paulo Roberto de Paula Bitencourt, (Castro, 20 dicembre 1966), è uno scrittore, musicista e attore brasiliano naturalizzato austriaco.

## Biografia
Da ragazzo sognava di diventare un fumettista. All'età di soli tredici anni, iniziò a lavorare come illustratore presso un giornale e una grande azienda di arti grafiche e della stampa nella sua città natale. Tuttavia, nel 1989, si recò in Europa vivendo temporaneamente in Portogallo, Francia, Inghilterra e Germania. L'anno successivo giunse in Austria, dove decise di stabilirsi.
Nel 1992, senza nessuna precedente formazione musicale, e in competizione contro giovani esperti di tutto il mondo, passò il rigoroso esame di ammissione alla Facoltà di Canto del Conservatorio di Vienna, lo stesso in cui studiò Joe Zawinul. Cinque anni più tardi, superò l'esame ancor più rigoroso per la Facoltà di Opera, dello stesso Conservatorio, diplomandosi nel 2000. Nel suo esame finale, ha interpretato il Conte di Almaviva nell'opera Le nozze di Figaro, di Wolfgang Amadeus Mozart.
Durante i suoi studi presso il Conservatorio di Vienna, Paulo Bitencourt ha cantato in cori professionistici, con numerose esibizioni in Austria, Israele, Italia, Giappone e Stati Uniti, come nel coro Concentus Vocalis con l'Orchestra filarmonica d'Israele, sotto la direzione di Theodor Guschlbauer, a Tel Aviv e Gerusalemme, nel coro Arnold Schoenberg con l'Orchestra Filarmonica di Vienna, sotto la direzione di Seiji Ozawa, alla Konzerthaus di Vienna e alla Carnegie Hall di New York, e in una produzione indipendente di Orfeo all’inferno, di Jacques Offenbach, con un tour di un mese in tutto il Giappone.
Come solista ha dato recital alla Sala Schubert della Konzerthaus di Vienna, cantando opere di Heitor Villa-Lobos, e presso la Sala Bösendorfer, a Vienna, interpretando Villa-Lobos e Oscar Lorenzo Fernández. Si è esibito in vari teatri, tra cui il Stadttheater di Baden, in Austria, e il Teatro Akzent, a Vienna, cantando il ruolo del re nell'opera La saggia, di Carl Orff, il padre in Hänsel e Gretel, di Engelbert Humperdinck, Figaro ne Il Barbiere di Siviglia, di Gioachino Rossini e Guglielmo in Così fan tutte, di Mozart.
Nel 1995, Paulo Bitencourt passò a far parte del Burgtheater, a Vienna, soprattutto come cantante, ma in alcuni piece anche come attore, come nella Opera da Tre Soldi, di Bertolt Brecht, Orfeo all'inferno, di Jacques Offenbach, Ein Sportstück, di Elfriede Jelinek e Troilo e Cressida, di William Shakespeare, questa sotto la direzione di Declan Donnellan.

## Attività
Autodidatta come interprete di chitarra, suona e canta anche musica brasiliana e ha interpretato i classici della bossa nova, come le composizioni di Antônio Carlos Jobim e molti altri, cantando anche le canzoni di Chico Buarque.
Oltre ad essere un cantante, Paulo Bitencourt è anche un “voice-over talent” di video di aziende internazionali, come Plasser & Theurer, TGW Logistics Group, Doka e Lyoness.
Come fotografo, i suoi soggetti principali sono i paesaggi e la fotografia di strada, ma ha una predilezione per i ritratti, avendo ritratto la cantante lirica Elisabeth Kulman, durante una delle sue esibizioni alla Vienna Volksoper.

## Libri
Paulo Bitencourt è autore dei libri Liberated from Religion: The Inestimable Pleasure of Being a Freethinker e Wasting Time on God: Why I Am an Atheist.

## Presenza nei media austriaci
Inizialmente, Paulo Bitencourt non ha mai voluto diventare cittadino austriaco, poiché l'Austria consente una sola cittadinanza e quindi, avrebbe dovuto rinunciare alla sua nazionalità brasiliana. Tuttavia, nel 2012, dopo aver deciso di rimanere in Austria, fu oggetto di un reportage di Der Standard, che lo additava ad esempio delle contraddizioni delle leggi austriache sull'immigrazione, che al momento gli impediscono di ricevere la cittadinanza austriaca, nonostante aver vissuto per ventidue anni in Austria ed essere in possessione di una residenza in quel paese.
Nel 2013, la televisione austriaca ORF ha trasmesso un reportage su Paulo Bitencourt, incentrato sulle incongruenze delle leggi austriache sull'immigrazione, questa volta focalizzando il discorso sul caso di suo figlio, il quale, pur essendo nato a Vienna nel 2012 e la residenza permanente del suo padre, dovrà rimanere un straniero in Austria fino a raggiungere una certa età.
Nel mese di giugno 2015, Paulo Bitencourt è stato soggetto e ospite del programma radiofonico Von Tag zu Tag, della Österreichischer Rundfunk, in cui egli, insieme con il politologo e ricercatore di migrazione Bernhard Perchinig, ha parlato del atteggiamento cinico del Stato austriaco verso immigranti ben integrati, che pratica una politica di esclusione e viola il principio di uguaglianza, naturalizzando solo gli stranieri con un reddito elevato.
Nel mese di ottobre 2015, due trasmissioni televisive di ORF, Heimat Fremde Heimat e ZIB Magazine, hanno riferito il caso di Paulo Bitencourt, che non può essere naturalizzato austriaco, a dispetto della sua residenza di 25 anni in Austria, a causa di una contraddizione nella legge sulla cittadinanza austriaca, il che rende la naturalizzazione dipendente solo di un reddito elevato, escludendo quindi gli stranieri ben integrati (coloro che sono in possesso di un permesso di soggiorno permanente, come Bitencourt) dal processo democratico, in quanto non sono autorizzati a votare.
Anche nel mese di ottobre 2015, la rivista News ha pubblicato una intervista con Paulo Bitencourt, in cui sono state discusse le conseguenze negative per la  democrazia della legge austriaca sulla cittadinanza.
Nel maggio del 2016, il governatore della Bassa Austria ha concesso la cittadinanza austriaca a Paulo Bitencourt, sua moglie e figlio.